# Ehrenhain der Dänischen Staatsbahnen

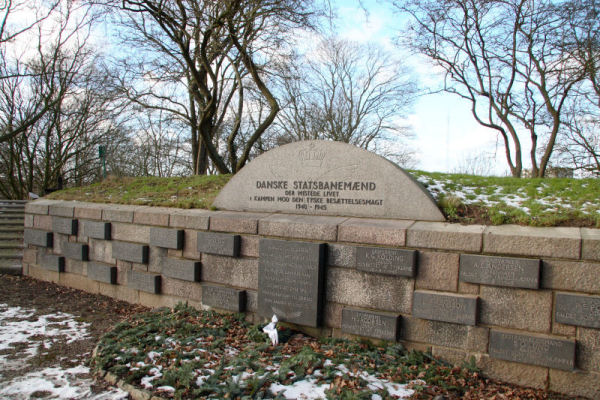
Mauer mit Gedenksteinen

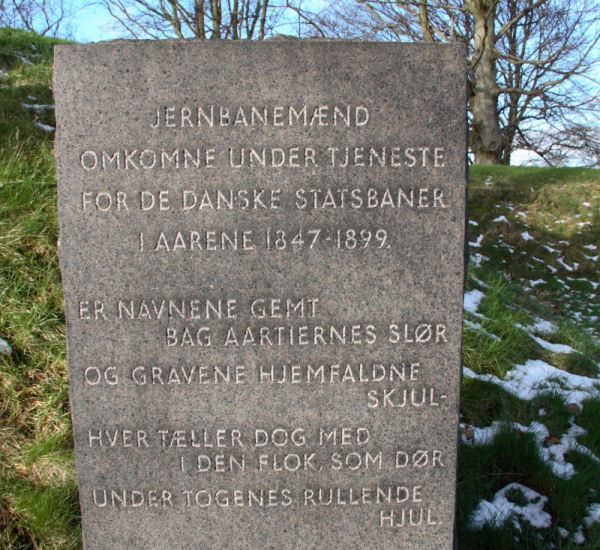
Gedenkstein

Der Ehrenhain der Dänischen Staatsbahnen (dänisch DSB Mindelund) ist eine Gedenkstätte für dänische Eisenbahner.
Der Park liegt in der Wallanlage der Holstein-Bastion im Westen der Stadt Fredericia. Dort lag bis zum 14. Mai 1935 der Bahnhof der Stadt mit dem Bahnbetriebswerk.
Gedenktafeln erinnern an die Beschäftigten der Danske Statsbaner (DSB) (deutsch Dänische Staatsbahnen), die im Staatsdienst umgekommen sind, unter anderem an die 280 Bediensteten, die zwischen 1899 und 1924 verunglückten. Nach dem Zweiten Weltkrieg wurde die Gedenkstätte mit einem Denkmal für Eisenbahnarbeiter erweitert, die ihr Leben während der deutschen Besatzungszeit zwischen 1940 und 1945 im Kampf gegen die Besatzungsmacht verloren.
Die Gedenkstätte wurde am 29. Oktober 1939 in Anwesenheit von Ministerpräsident Thorvald Stauning und dem Bürgermeister Frantz Hansen eingeweiht. Das Gelände hatte die Stadt zur Verfügung gestellt.
Die Pflege der Gedenkstätte haben der Dansk Jernbaneforbund, Dansk Lokomotivmandsforening, Jernbaneforeningen und Værksteds- og Remisearbejdernes Fællesorganisation übernommen.